# Дополнительная защита
Дополнительная защита — международная защита лиц, ищущих убежище, которые не квалифицируются как беженцы.. В европейском праве Директива 2004/83 / EC определяет минимальные стандарты для получения статуса дополнительной защиты. Позднее к этой Директиве была добавлена Директива 2011/95 / EU.
В Европейском союзе лицо, имеющее право на статус дополнительной защиты — это гражданин третьей страны или лицо без гражданства, которому угрожает реальный риск причинения серьёзного вреда в случае его возвращения в страну происхождения. Серьёзный вред определяется как риск: «а) быть подвергнутым смертной казни; или b) статье жертвой пыток и других видов жестокого или унижающего достоинство обращения или наказания в стране происхождения; или c) серьёзной индивидуальной угрозы гражданскому лицу, его жизни или личности, по причинам неизбирательного насилия в ситуациях международного или внутреннего вооруженного конфликта».
Согласно Всеобщей декларации прав человека, каждый имеет право искать убежище от преследований. Однако лицо, которому предоставлен статус беженца, определяется Конвенцией о статусе беженцев и Протоколом к ней, а именно: беженец — это лицо, которое в силу вполне обоснованных опасений стать жертвой преследований по признаку расы, вероисповедания, гражданства, принадлежности к определённой социальной группе или политических убеждений находится вне страны своей гражданской принадлежности и не может пользоваться защитой этой страны или не желает пользоваться такой защитой вследствие таких опасений; или, не имея определённого гражданства и находясь вне страны своего прежнего обычного местожительства в результате подобных событий, не может или не желает вернуться в неё вследствие таких опасений.

## Исключения из статуса дополнительной защиты
Лицо исключается из дополнительной защиты, если европейское государство-член считает, что оно совершило там серьёзное преступление или оно виновно в действиях, противоречащих Уставу ООН, или оно представляет опасность для общества, или оно совершило преступление против человечности..
Кроме того, лицо может быть лишено статуса дополнительной защиты, когда обстоятельства, ведущие к получению такого статуса, перестали существовать или изменились так, что лицо больше не сталкивается с риском причинения серьёзного вреда.